# تربیه اطفال
تر بیه اطفال یا پرورش کودکان جمعیت پنهانی بود که در سال ۱۹۱۰، به منظور تأسیس و گسترش مکتب‌های اصول جدیده در بخارا تشکیل شـد. امیر بخارا، وقتی‌که این مکتب‌ها را بست، جمعیت تربیه اطفال مکتبهای پنهانی بازکرد و جوانان را برای دانش آموزی به کشورهای دیگر فرستاد.